# بوزتشة عليا
بوزتشة عليا هي قرية في مقاطعة بارس أباد، إيران. عدد سكان هذه القرية هو 122 في سنة 2006.